# Liste der Einträge im National Register of Historic Places im Chickasaw County (Mississippi)

Lage des Chickasaw County in Mississippi

Die Liste der Einträge im National Register of Historic Places im Chickasaw County in Mississippi führt alle Bauwerke und historischen Stätten im Chickasaw County auf, die in das National Register of Historic Places aufgenommen wurden.

## Legende
| NRHP | Historic Place    |
| HD   | Historic District |

## Aktuelle Einträge
| [ 2 ] | Name                                   | Bild                                   | Eintragsdatum        | Lage | Ort                    | Beschreibung           |
| ----- | -------------------------------------- | -------------------------------------- | -------------------- | --- | ---------------------- | ---------------------- |
| 1     | Bynum Mound and Village Site (22CS501) | Bynum Mound and Village Site (22CS501) | 1989 ID-Nr. 89000783 | Meile 232.4 am Natchez Trace Parkway 33° 53′ 53,2″ N, 88° 56′ 53,1″ W                                                      | Houston                |                        |
| 2     | Elliott-Donaldson House                |                                        | 1980 ID-Nr. 80002203 | 109 Church Street 34° 0′ 24″ N, 88° 45′ 24″ W                                                                              | Okolona                | Um 1850 errichtet      |
| 3     | Houston Carnegie Library               | Houston Carnegie Library               | 1978 ID-Nr. 78001593 | Madison and Huddleston Streets 33° 53′ 47″ N, 89° 0′ 3″ W                                                                  | Houston                | 1909 errichtet         |
| 4     | Judge Bates House                      | Judge Bates House                      | 1982 ID-Nr. 82003097 | 330 South Monroe Street 33° 53′ 46″ N, 89° 0′ 1″ W                                                                         | Houston                | Constructed circa 1845 |
| 5     | Merchants and Farmers Bank Building    |                                        | 1987 ID-Nr. 87000733 | 423 Main Street 34° 0′ 15″ N, 88° 44′ 56″ W                                                                                | Okolona                | 1903 errichtet         |
| 6     | Okolona College                        |                                        | 2002 ID-Nr. 02000853 | Mississippi Highway 245, rund 2 km nördlich der Kreuzung mit den Mississippi Highways 32 und 41 34° 1′ 4″ N, 88° 45′ 27″ W | Okolona                |                        |
| 7     | Okolona Historic District              |                                        | 2002 ID-Nr. 01001561 | Abgegrenzt durch Fleming Street, Monroe Street, Buchanan Street und Washington Street 34° 0′ 18″ N, 88° 45′ 3″ W           | Okolona                |                        |
| 8     | Owl Creek Site                         |                                        | 1975 ID-Nr. 75001042 | Entlang der Davis Lake Road, abseits des Natchez Trace Parkway 34° 3′ 23″ N, 88° 55′ 28″ W                                 | östlich von New Houlka |                        |
| 9     | Thelma Mound Archaeological Site       |                                        | 1994 ID-Nr. 94001222 | Adresse nicht veröffentlicht                                                                                               | Houston                |                        |